# 宮石松平家
宮石松平家（みやいしまつだいらけ）は、十八松平の一つである大給松平家の庶流にあたる武家だった家。

## 歴史
『寛政重修諸家譜』によると、大給松平家当主の松平乗元の三男である松平乗次を祖とし、三河国額田郡宮石（現在の愛知県岡崎市）を領したことから宮石松平家と称する。代々松平氏、徳川氏に仕え、江戸時代も旗本として存続し明治維新に至った。